# Inelul de la Ezerovo

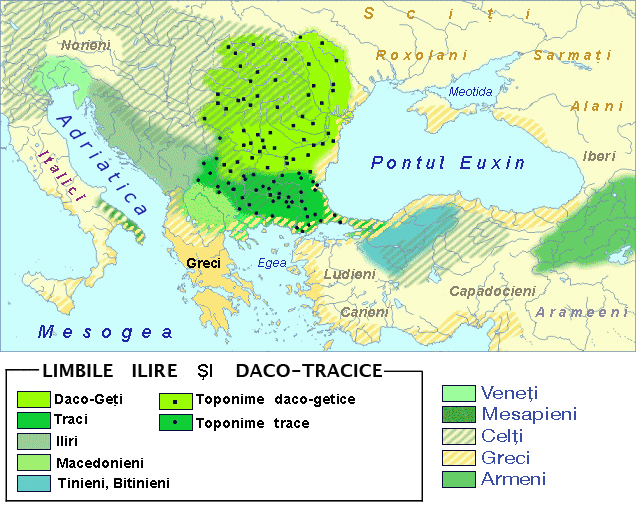
Dispunerea vorbitorilor de limbi Daco-Traco-Ilire în epoca pre-romană

Inelul de la Ezerovo este un obiect de aur pe care este gravată o inscripție în limba tracă.[A] Este una dintre puținele relicve păstrate care conțin text în această limbă.

## Caracteristici
Inelul (cu o greutate de 31,3 grame) este constituit dintr-un disc oval (ce este - pe una dintre fețe - suport al inscripției) și este atașat printr-un ax de o verigă de forma unei potcoave. Vestigiul fost găsit în anul 1912 în satul Ezerovo, comuna Părvomai, regiunea Plovdiv din Bulgaria într-un mormânt din secolul secolul V î.e.n.
Textul gravat cu caractere grecești și grupat pe literele fiecărui rând este următorul:
ΡΟΛΙΣΤΕΝΕΑΣN
ΕΡΕΝΕΑΤΙΛ
TΕΑΝΗΣΚΟΑ
ΡΑΖΕΑΔΟΜ
EANTIΛEZY
ΠTAMIHE
PAZ
HΛTA (sau HATA)
Fiindcă nu se cunosc cuvintele din acest text, șirul de caractere original este:
ΡΟΛΙΣΤΕΝΕΑΣNΕΡΕΝΕΑΤΙΛTΕΑΝΗΣΚΟΑΡΑΖΕΑΔΟΜEANTIΛEZYΠTAMIHEPAZHΛTA
Cea mai simplă transliterație folosind litere latine este:
ROLISTENEASNERENEATILTEANHSKOARAZEADOMEANTILEZYPTAMIHERAZHLTA
rolisteneasnereneatilteanhskoarazeadomeantilezyptamiherazhlta.
O posibilă grupare a acestor literele formând cuvinte este:
ΡΟΛΙΣΤΕΝΕΑΣ / NΕΡΕΝΕΑ / ΤΙΛΤΕΑΝ / ΗΣΚΟ / ΑΡΑ / ΖΕΑ / ΔΟΜΕΑΝ / ΤΙΛΕΖΥΠΤΑ / ΜΙΗ / ΕΡΑ / ΖΗΛΤΑ
rolisteneas / nerenea / tiltean / ēsko /aras / zea / domean / tilezupta /miē / era /zēlta
Deocamdată inscripția nu a putut fi descifrată, deși există diverse încercări ale căror rezultate nu conferă certitudine.
- Una dintre traducerile propuse este:Eu sunt Rolisteneas, urmaș al lui Nereneas. Tilezupta, o femeie araziană, m-a adus pe pamânt (pe lume).[5]
- Altă traducere care afirmă că ține ținând seama de toponimia contextului greco-tracic, este: Rolistene („forța vulturului") nerenea („tare cît nouă" sau din neamul „eneaților") din til tea (divinitate tribală sau sfântă țară) descendent, rege (de la) dymae (până în) ținutul dyptei. mie făcut (de) zelta („aurarul")[6]